# Lewis M. Terman
Lewis Madison Terman (* 15. Januar 1877 in Johnson County, Indiana; † 21. Dezember 1956 in Palo Alto, Kalifornien) war ein US-amerikanischer Psychologe. Er ist bekannt für die Entwicklung des Stanford-Binet-Tests und initiierte 1921 eine Hochbegabtenstudie (Terman-Studie), die bis heute läuft.

## Biografie
Terman entwickelte Alfred Binets Binet-Test im Jahr 1916 zum Stanford-Binet-Test weiter. Hierbei spielten auch die Forschungen William Sterns eine Rolle. Der Stanford-Binet-Test war die Grundlage militärische Eignungstests ab 1917 und infolgedessen für die Popularität von IQ-Tests in den Vereinigten Staaten. 1921 veröffentlichte Terman die Army Study, die erste große Massenauswertung psychologischer Daten. Die Ergebnisse waren allerdings sehr seltsam. Der Durchschnitt der weißen amerikanischen Soldaten erreichte IQ-Werte, die nur knapp über den Werten von Schwachsinnigen lagen. Bei Soldaten, die als Einwanderer galten, waren die Ergebnisse zum Teil noch erheblich niedriger. Insbesondere bei slawischer und südeuropäischer Herkunft wurden besonders niedrige IQ-Werte festgestellt. Trotz dieser eigentlich unbrauchbaren Resultate stellte Terman nicht die Wertigkeit des Testes in Frage, sondern äußerte Zweifel, ob eine dauerhafte Demokratie mit so vielen unintelligenten Leuten überhaupt realisierbar wäre.
Terman war Leiter und Begründer der Terman-Studie, einer der größten Langzeitstudien in der Geschichte der Psychologie. Die Studie hatte die Erforschung der Hochbegabung zum Thema. Für dieses Projekt steuerte Catharine M. Cox eine Studie bei, in der sie den Intelligenzquotienten berühmter Männer und Frauen, die zwischen 1450 und 1850 gelebt hatten, nachträglich aufgrund biografischer Informationen einschätzte.

Lewis Terman sympathisierte mit den Ideen der Eugenik, einer heftig kritisierten Bewegung. Laut Terman dienten Intelligenztests dazu: 

„letztendlich die Fortpflanzung von Schwachsinn deutlich einzuschränken und dadurch zur Beseitigung eines hohen Maßes an Kriminalität, Massenarmut und Ineffizienz in der Industrie beitragen zu können.“

1928 wurde Terman in die National Academy of Sciences, 1934 in die American Academy of Arts and Sciences und 1953 in die American Philosophical Society gewählt. Sein Sohn, der Elektroingenieur Frederick Terman, gilt als einer der Väter von Silicon Valley.
Lewis Terman starb am 21. Dezember 1956, wenige Wochen vor Vollendung seines 80. Lebensjahres in Palo Alto.

## Veröffentlichungen (Auswahl)
- Genetic Studies of Genius, Vol. 1–5. 1926–1959.
- The Measurement of Intelligence. 1916.
- The Use of Intelligence Tests. 1916.
- The Stanford Achievement Test. 1923.